# Bus-lès-Artois
Bus-lès-Artois – miejscowość i gmina we Francji, w regionie Hauts-de-France, w departamencie Somma.
Według danych na rok 2011 gminę zamieszkiwały 144 osoby, a gęstość zaludnienia wynosiła 21 osób/km² (wśród 2293 gmin Pikardii Bus-lès-Artois plasuje się na 862. miejscu pod względem liczby ludności, natomiast pod względem powierzchni na miejscu 710.).